# Sacher-torta
A Sacher-torta az osztrák gasztronómia és Bécs városának egyik legismertebb süteménye. Egyfajta csokoládétorta, amely két réteg sűrű, nem túl édes csokoládés piskótatésztából és a közöttük lévő vékony réteg sárgabaracklekvárból áll. A tetejét és az oldalát csokoládébevonat borítja. A híres monarchiabeli cukrászkülönlegességek egyike. Korabeli nevezetes sütemények még a dobostorta és az Esterházy-torta.
Franz Sacher bécsi cukrászról kapta a nevét, aki a városi legenda szerint 1832-ben alkotta meg Metternich herceg kérésére. Bár Sacher ekkor mindössze tizenhat éves volt, a torta azóta is az egyik legkedveltebb bécsi tortaspecialitásnak számít. A receptet fia, Eduard Sacher fejlesztette tovább, amikor Demel udvari szakácsnál volt tanonc, majd maga is vállalkozásba fogott. Ez adott okot a későbbi pereskedésekre, hogy ki készíthet eredeti Sacher-tortát. A felek peren kívüli megegyezése alapján a bécsi Hotel Sacher csokoládépecséttel ellátott fadobozos tortáé lett az „Original Sacher-Torte” védjegy. 
A jelentős felvevőpiacnak köszönhetően a „sütiháború” ma már a múlté. A torta értékesítésére Cafe Sacher néven bolthálózat működik és jelentős mennyiséget szállítanak Ausztrián kívüli üzletekbe is. A Demel Kávéház is készít „Demel’s Sachertorte” néven tortát és természetesen más cukrászdákban is megtalálható az osztrákok nemzeti büszkesége, valamint házilag otthon is elkészíthető. A két legnagyobb osztrák forgalmazó közel félmillió darab Sacher-tortát értékesít évente. A torta népszerűsége mai napig töretlen, és már napja is van, amelyet december 5-én tartanak.

## Története

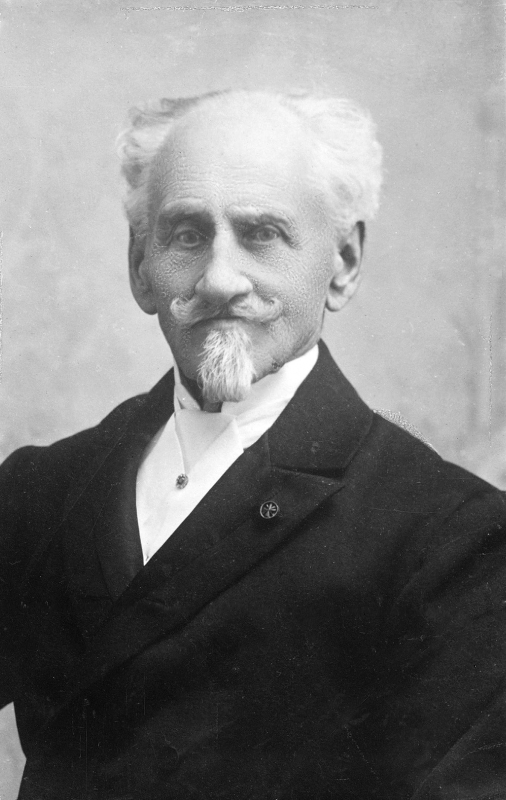
Franz Sacher

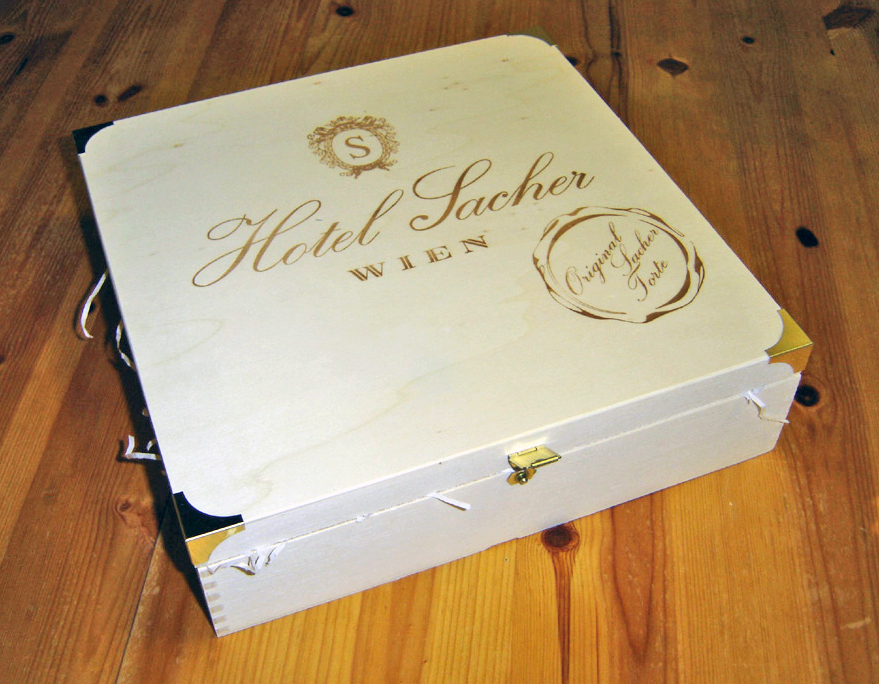
„Original Sacher-Torte” védjegyes 22×22×6,5 centiméteres fadobozban csomagolva

A Sacher-tortához nagyon hasonló receptek olvashatók 18. századi német szakácskönyvekben is. A történet azonban mégis azzal vette kezdetét, hogy Franz Sacher 1832-ben Metternich herceg bécsi palotájában a konyhán dolgozott. Egyik nap a konyhafőnök betegsége miatt rábízták, hogy készítsen valami különleges süteményt. A herceg a legenda szerint olyan desszertet kért tőle, „Dass er mir aber keine Schand’ macht, heut’ Abend” (nem hagy szégyenben ma este). Az ekkor készített torta két réteg sűrű, nem túl édes csokoládés tésztából állt, közöttük vékony réteg sárgabaracklekvárral. A tetejét és az oldalát étcsokoládé-bevonat borította. Hagyományosan tejszínhabbal (németül Schlagsahne, Ausztriában Schlagobers) szolgálták fel, mivel a Sacher-torta önmagában túl száraz lenne.
Az „Original Sacher-Torte” védjegyet ma is csak a bécsi Hotel Sacher által készített tortákon használnak. A Sacher szállodát 1876-ban alapította Franz Sacher fia, Eduard Sacher és a torta receptjét is vitte magával családi örökségként. A torta és az üzleti vállalkozás sikerében nagy szerep jutott Eduard feleségének, Annának is, aki, amikor valaki a hotel igazgatójával akart beszélni, csak ennyit mondott: „Én vagyok a ház ura!” 1887-ben naponta 200 és 400 darab közötti tortát sütöttek és az Osztrák–Magyar Monarchián kívül is szállítottak belőle például Berlinbe, Londonba, Párizsba, de még az Amerikai Egyesült Államokba is. A szálloda olyan hírnévre tett szert, hogy a Monarchia egyik szállóigéje lett az a mondás, hogy „Ausztria házában” uralkodik a császár, „Ausztria szállodájában” pedig a Sacher.
A torta eredeti receptjét természetesen gondosan őrzik, bár a szakácskönyvekben lehet találni házi elkészítésére is javaslatot. 1954-től 1963-ig tartott egy hosszadalmasabb pereskedés (az úgynevezett „sütiháború”) a Hotel Sacher és a Demel Kávéház között, mert szintén ezen a néven készítettek tortát. Számos legenda keringett arról, hogyan juthattak a recepthez. A pereskedés és a vita attól datálódik, hogy Eduard Sacher továbbfejlesztette apja receptjét, amikor Demel udvari szakácsnál volt tanonc. Olyan tartalmi kérdés is felmerült, hogy kerülhet-e második réteg lekvár a tortalapok közé, illetve készülhet-e margarinnal a tortatészta vaj helyett. A vita anyagi természetű is volt, hiszen Eduard Sacher halála után Anna, a felesége még irányította egy ideig a Hotel Sachert, de miután ő is elhunyt, fia Eduard (Franz Sacher unokája) nem tudta megőrizni a családi örökséget. A szálloda csődbe ment, és kivásárolták a Sacher családot a vállalkozásból. Az állandó anyagi gondokkal küzdő ifjabb Eduard Sacher még a kizárólagos értékesítési jogokkal is üzletelt és hasonlóan apjához ő is dolgozott a Demel Kávéházban. A védjegy használata körül kialakult viták megnyugtató rendezése a második világháború utánra maradt. A kilencéves pereskedés végül peren kívüli megegyezéssel zárult le. A felek egyezsége szerint a Hotel Sacher mondhatja, hogy nála készül az „eredeti” Sachler-torta. Ez a győzelem azért is érdekes, mivel a laikus fogyasztó valószínűleg különbséget sem tudna tenni a két vállalkozás süteménye között. Tortáik jól látható megkülönböztetésére a szálloda kerek, míg a kávéház háromszög alakú csokipecsétet használ.
A Demel-féle tortát ma a „Demel’s Sachertorte” vagy „Eduard-Sacher-Torte” néven készítik. Így tulajdonképpen Franz Sacherhez és Eduard Sacherhez is köthető a torta. Ez annyiban is különbözik az „eredetitől”, hogy a sárgabaracklekvár nem a közepén és a bevonat alatt, hanem csak a bevonat alatt van. Különböznek méretben is, hiszen a Hotel Sacheré 12, 16, 19 és 22 centiméteresek, míg a Demel tortái 17, 20 és 24 centiméteres átmérővel készülnek.
Ma már azonban világszerte kapható cukrászdákban és többféle recept szerint készülhet Sacher-torta. A készített torták nagyságrendjét jól jelzi, hogy a piacvezető Hotel Sacher konyhája 360 000 darab körül készít, míg a Demel 67 500 darabot értékesít évente. Az átlagos méretű torta 2021 februárjában a hotel internetes boltjában 51,90 euróba (körülbelül 18 500 forint) kerül, míg a Demelnél 31,0-be. A Hotel Sacherben tortakészítésre felhasználnak éves szinten 2 millió tojást, 80 tonna cukrot, 70 tonna csokoládét, 37 tonna baracklekvárt, 25 tonna vajat és 30 tonna lisztet. A Hotel Sacher és a Demel Kávéház jelentős munkáltató is egyben: 360, illetve 100 embernek adnak munkát. A szállodánál büszkék arra, hogy minden egyes torta csapatmunka eredménye, mivel elkészítésében körülbelül ötvenen vesznek részt.
Az „eredeti” Sacher-tortát egyébként nem csak a Sacher Hotelben lehet kapni, hiszen Bécsben, Salzburgban, Innsbruckban és Grazban is működnek úgynevezett „Cafe Sacher” boltok. Ennek a cégcsoportnak van üzlete a bécsi repülőtér vámmentes területén, és Ausztrián kívül még lehet Sacher-bolttal találkozni Bolzanóban (Dél-Tirol, Olaszország) is. A Sacher-torták forgalmazásában mára már tulajdonosként sem a Sacher, sem a Demel család leszármazottai nem vesznek részt, hiszen kivásárolták őket. Mindazonáltal számos neves próbálkozás is történt a Sacher-torta hivatalos másolására vagy utánzására. Különböző receptek keringenek és rendre lehet találni ilyen néven forgalmazott tortákat. Nagy nyilvánosságot kapott például 2003-ban, amikor Graz Európa kulturális fővárosa volt, hogy bemutatták a „Sacher-Masoch-tortát” (nevét Leopold von Sacher-Masochról kapta), amely ribizlilekvárral és marcipánbevonattal készült.

## Készítése

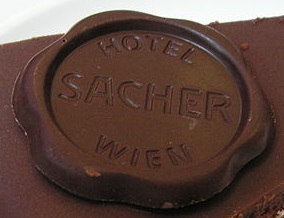
Az „Original Sacher-Torte” csokoládépecsétje

A torta igazán népszerű jóval feltalálása után lett. 1858-ban Katharina Prato A dél-német konyha című szakácskönyvében már megtalálható készítésének egyik korai leírása. Az eredetihez nagyon hasonló receptek a Kugler-féle (Kugler Henrik) cukrásztankönyv például azonos mennyiségű csokoládét, vajat, cukrot és lisztet illetve darált mandulát ad a tésztához, valamint a tésztakészítéshez használt tojást szétválasztva, a fehérjét kemény habbá verve írja elő. Vannak olyan leírások, melyek a sütés idejére is adnak útmutatást: alacsony hőmérsékletet és nem túl hosszú sütési időt ajánlanak. Ez azt mutatja, hogy egyfajta brownie-hoz hasonló állagú tésztát készítettek. A sárgabaracklekvár használata viszont változó, hiszen van, amikor a kisült tésztára kenik, de van olyan, ami rétegszerűen javasolja. A használt csokoládébevonatot lehet sok cukorból főzött sziruppal is készíteni.
A ma legelfogadottabb nézet szerint a Hotel Sacher eredetinek mondott receptje is sok tekintetben különbözik az eredeti, 19. századi leírásoktól. Különbség például, hogy a nyers tésztába is kevernek a baracklekvárból, a tortákat kettévágják és felforrósított lekvárral töltik meg, majd a tetejét is megkenik vele. Hosszan, alacsony hőmérsékleten sütik, magas páratartalmú gőzös sütőben. A „modern” tortabevonat jelentős mértékben, körülbelül 70%-ban tartalmaz cukrot.

### Lehetséges hozzávalók
A torta receptjét meg lehet találni szakácskönyvekben, ezres nagyságrendű különböző leírása ismert és persze a cukrászdák is őrzik saját titkaikat. A legnagyobb titkok közé az tartozik, ahogyan elkészítik a tortabevonatot. Cukrászdákban a tortaszelet mellé tejszínhabot szolgálnak fel és a szelet csokoládébevonatán eredetiségét „igazoló” jellegzetes csokipecséttel.
A készítéséhez szükséges alapanyagok tekintetében azonban nincs nagy titok, hiszen liszt, cukor, étcsokoládé, sárgabarack lekvár, tojás, vaj, só, és víz kell hozzá. Van aki haladva a korral vaníliás cukrot, sütőport és rumot is tesz bele és olyan is, aki a tésztát mandulával, dióval vagy más magvakkal is ízesíti. Készítése: A csokoládét meg kell olvasztani. A vajat porcukorral összekeverni és hozzáadni a tojás sárgáját. A tojásfehérjét cukorral, esetleg egy csipetnyi sóval együtt keményre kell verni, majd hozzáadni a csokoládét, a lisztet és a vizet. Az így összekevert masszát formába helyezve sütőben kell kisütni, és az elkészült tésztát sárgabarack lekvárral lehet ízesíteni és bevonni csokoládés mázzal.

### Az „eredeti recept szerinti” hozzávalók
Hozzávalók: 7 tojássárgája, 150 gramm lágy vaj, 125 gramm porcukor, 200 gramm étcsokoládé, 1 csomag (8 gramm) vaníliás cukor, 7 tojásfehérje, egy csipet só, 150 gramm liszt, 150-200 gramm sárgabaracklekvár a töltelékhez, további kevés liszt és vaj a forma kikenéséhez, ízlés szerint akár rumot is lehet beletenni, de kell kevés víz a tészta alapanyagainak összekeveréséhez és végül tejszínhab a díszítéshez és a fogyasztáshoz.

## A populáris kultúrában
Bécs városának világhíres süteménye, a tömegkultúra része lett. Nanni Moretti olasz filmrendező a híres bécsi sütemény mítoszát a Sacher Film (1986), a Premio Sacher (1989) és a Nuovo Sacher (1991) filmjeiben dolgozta fel. A torta több 19. és 20. századi irodalmi műben is szerepel. Például Stefan Zweig a Nyugtalan szív (Ungeduld des Herzens) című regényében, továbbá szerepel Herceg János Mulandóság című regényében is az a kisasszony, „aki Sacher-torta nélkül nem tudta volna elképzelni az életet”.
1967-ben megjelent SAS detektív regénysorozat Kennedy-dosszié című regényében a szerző Gérard de Villiers viccet csinált a készítéséből és ezáltal ingyen reklámot kapott a Sacher-tortaː „A Hotel Sacher az egész világon ismert a sárgabaracklekváros csokoládétortájáról, a Sacher-tortáról, amelynek receptje egy évszázada nem változott. A profi cukrászok szerint olyan nehéz elkészíteni, hogy az Osztrák–Magyar Monarchia óta nem is sikerült ez senkinek!” Az 1976-os Embargo című regényben szintén Villiers azt írtaː „Marco Linge, hogy megbocsátson a figyelmetlenségéért, elvitte őt a Sacher-cukrászdába azért, hogy megkóstolja a híres Sacher-tortát.”
Az eddigi legnagyobb méretű, 2,5 méteres átmérőjű Sacher-tortát 1998-ban készítették és ezzel a Guinness Rekordok Könyvébe is bekerült. Ausztriában ünnepnap is kötődik a tortához, hiszen december 5. a Sacher-torta napja.

## Galéria

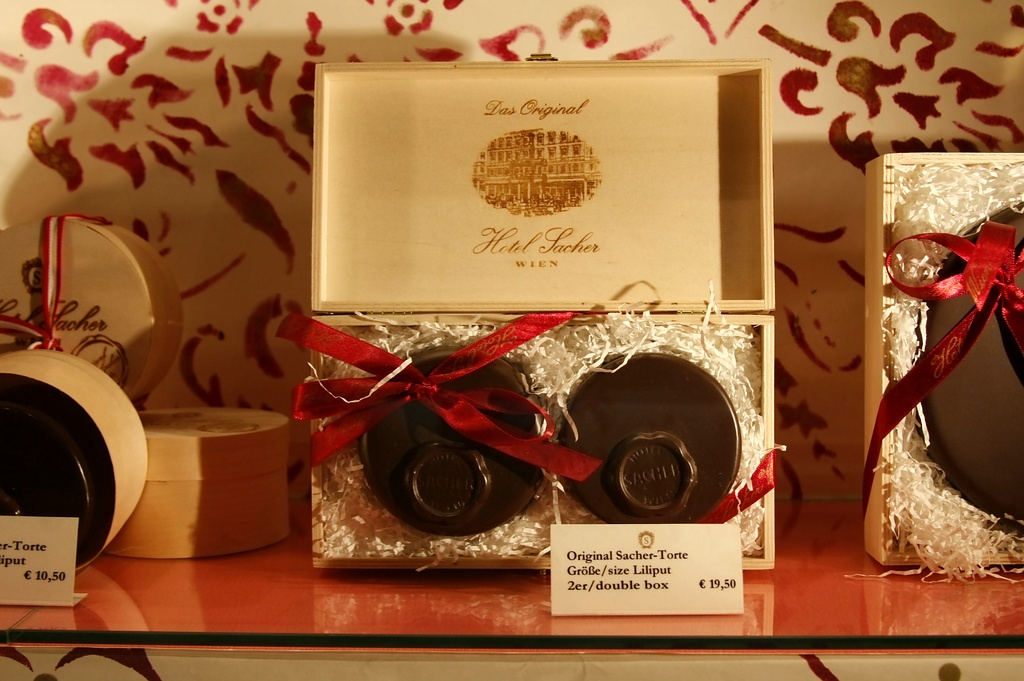
A bécsi Hotel Sacher klasszikus fadobozos csomagolása
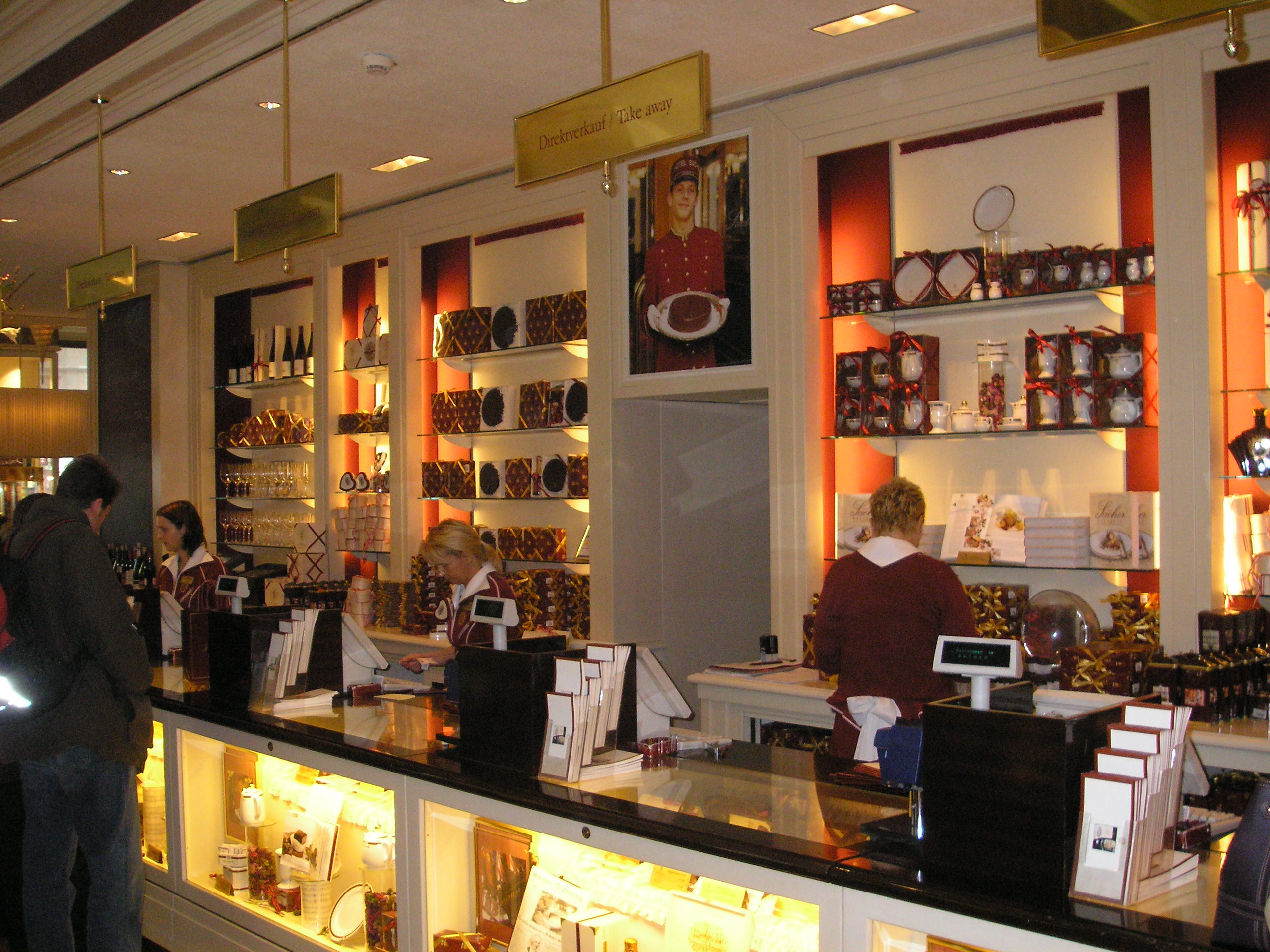
A Café Sacher enteriőrje, Bécs
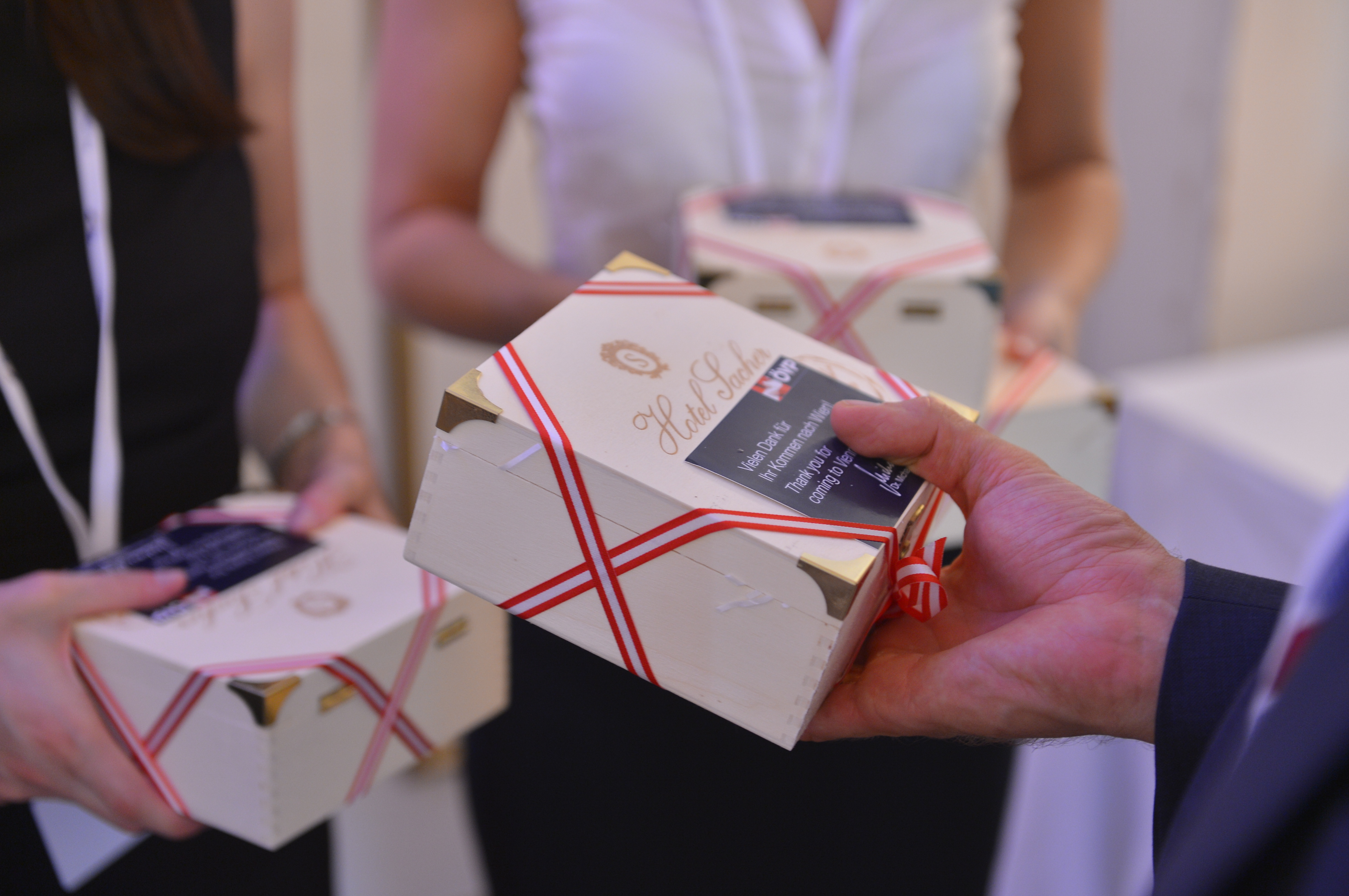
A 2013. júniusi EPP ülésre készített nemzeti szalaggal átkötött torta
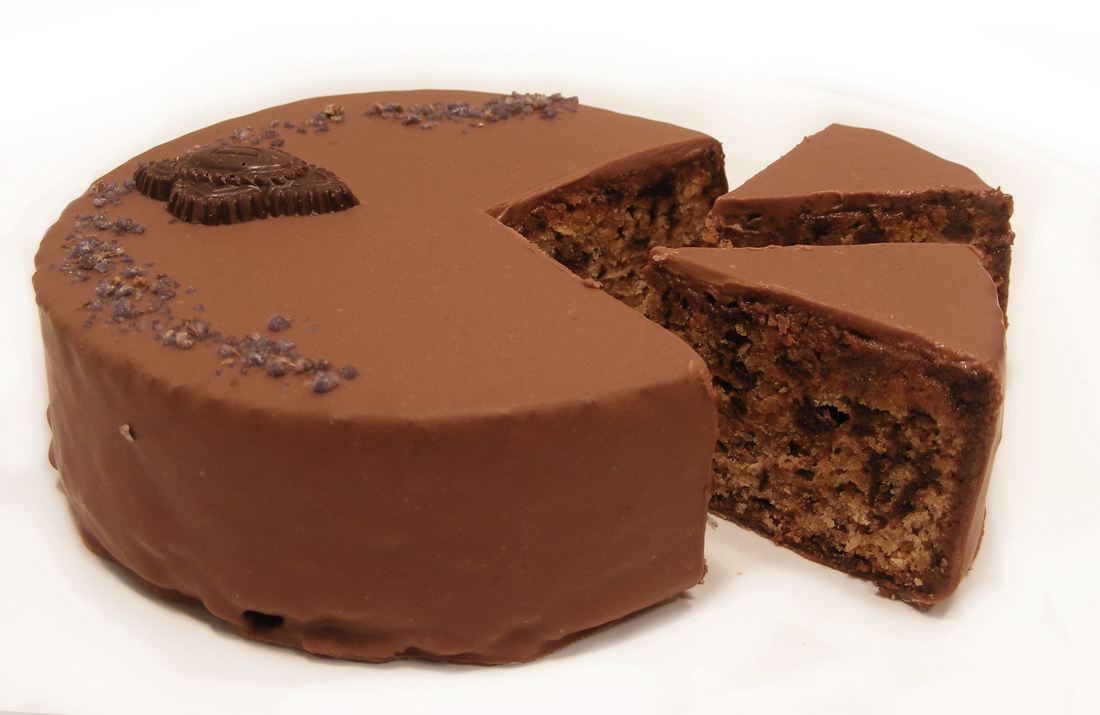
Sacher-tortakülönlegesség a Demel Kávéház ajánlatából
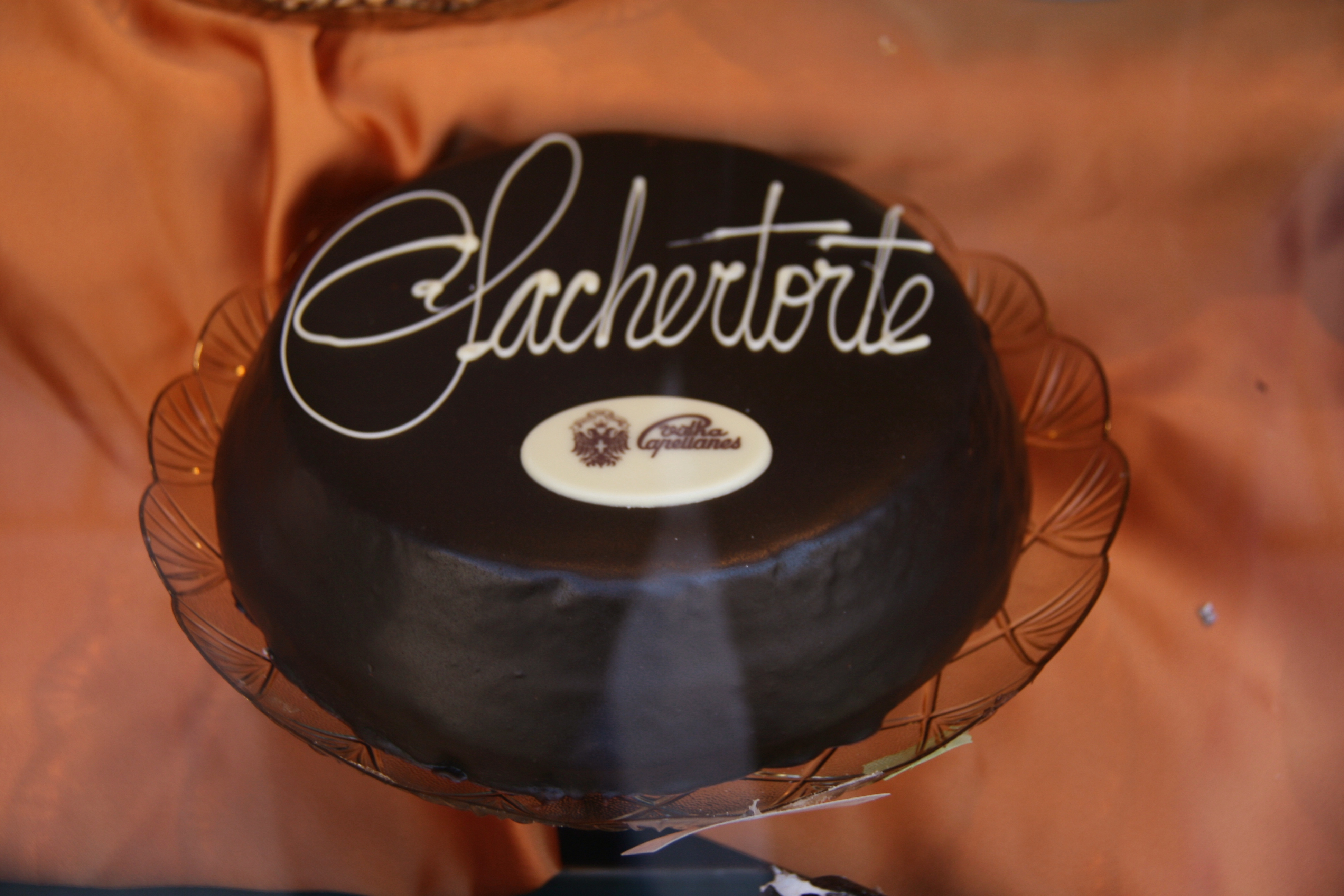
Sacher-torta
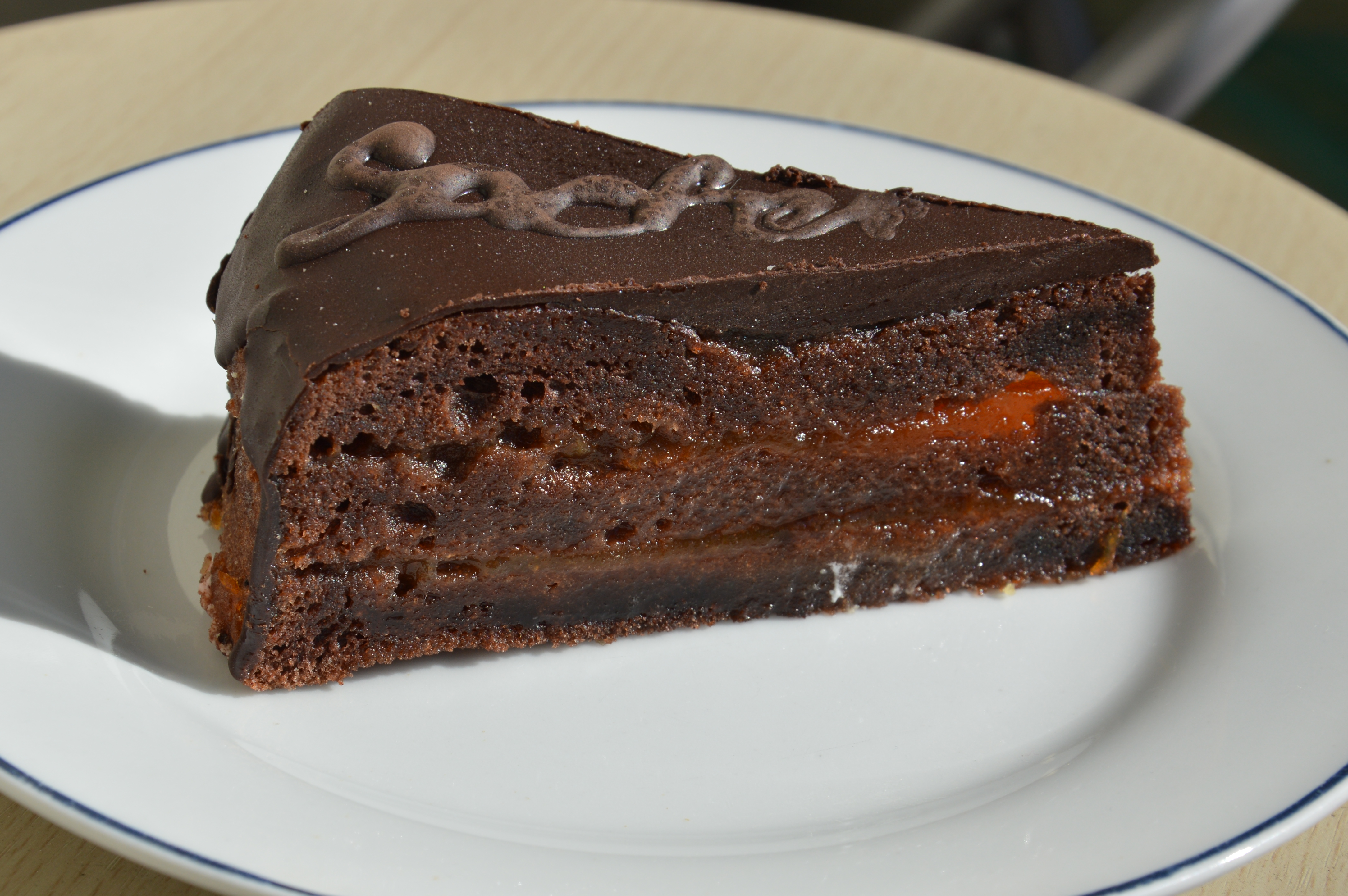
Sacher-torta, Ribizli Cukrászda (Budapest)
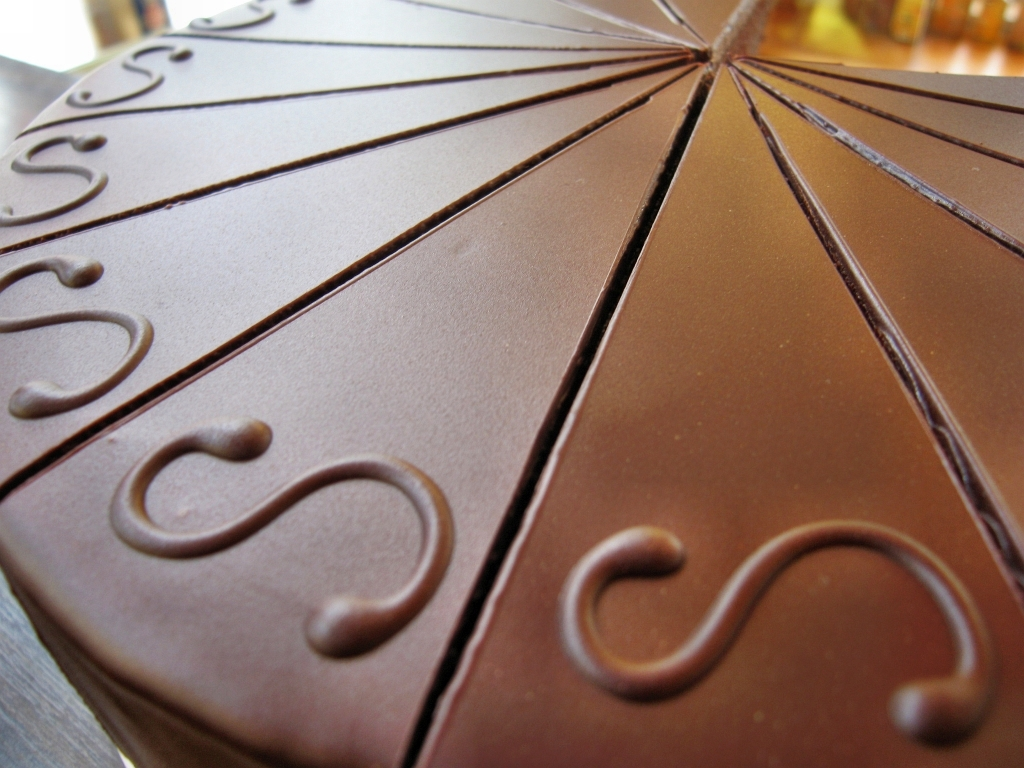
Sacher-torta-szeletek
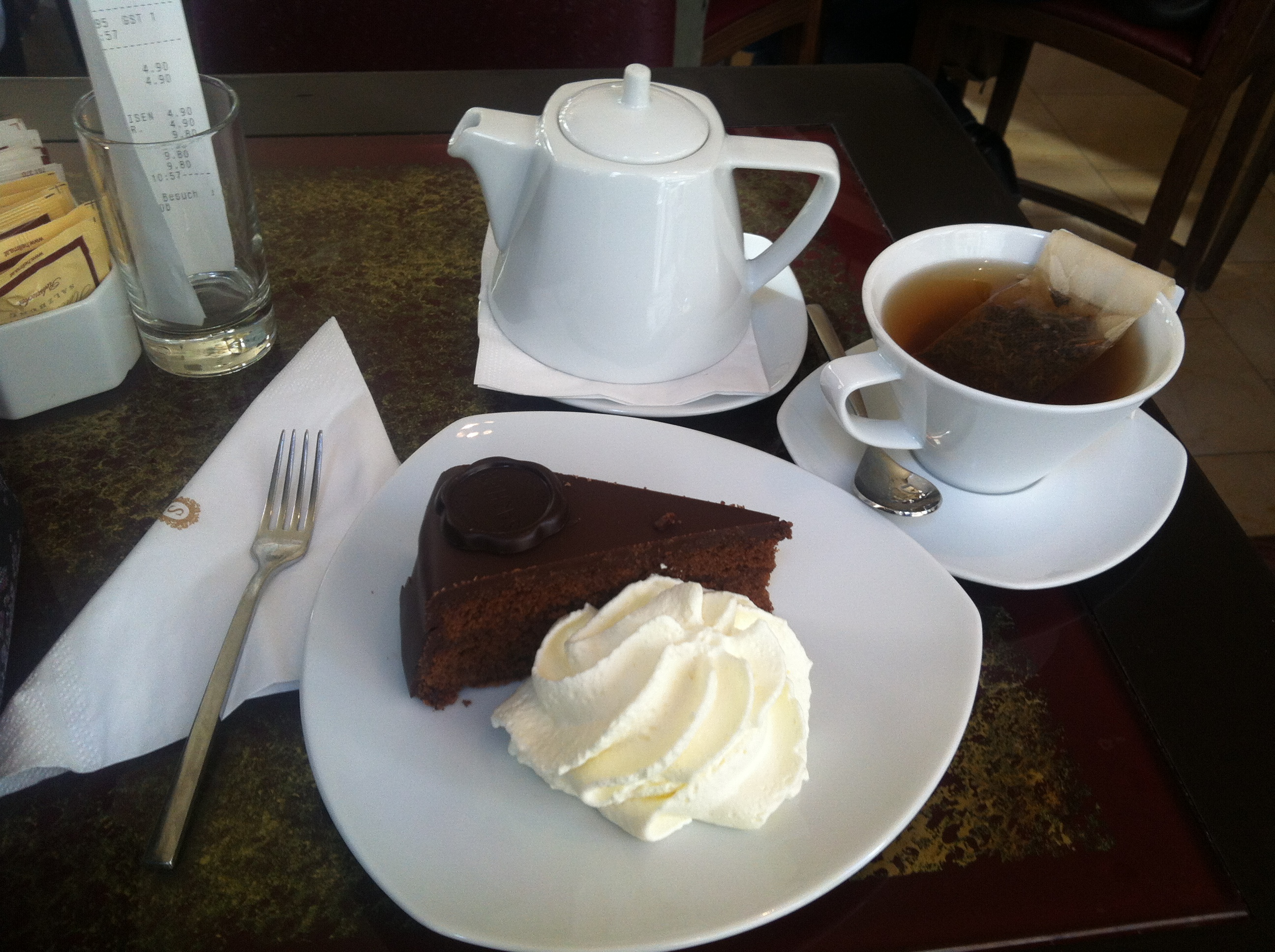
Sacher-torta tejszínhabbal és tea a Sacher Caféban
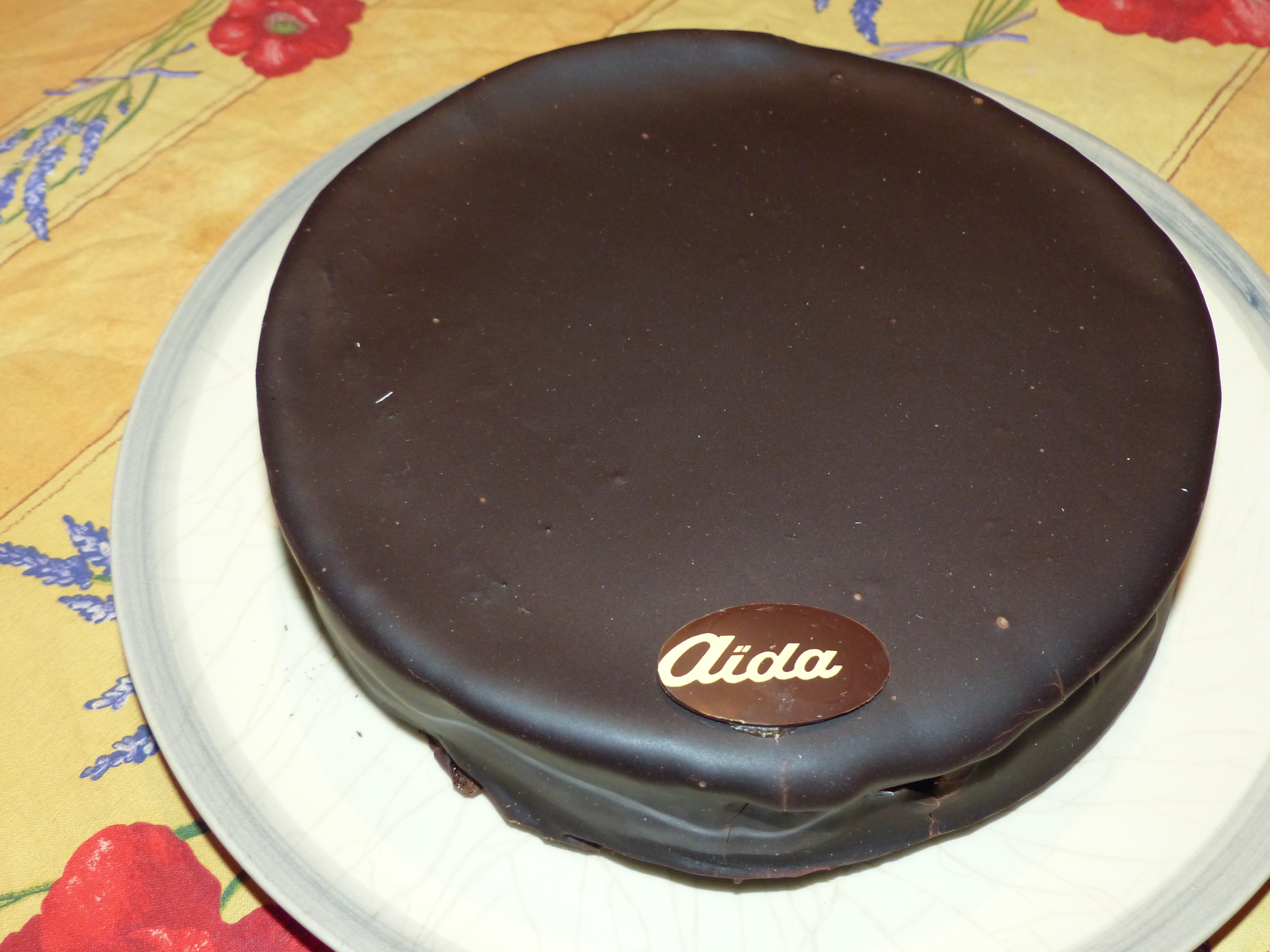
Sacher-torta Bécsből, a Bäckerei Aida kínálatában
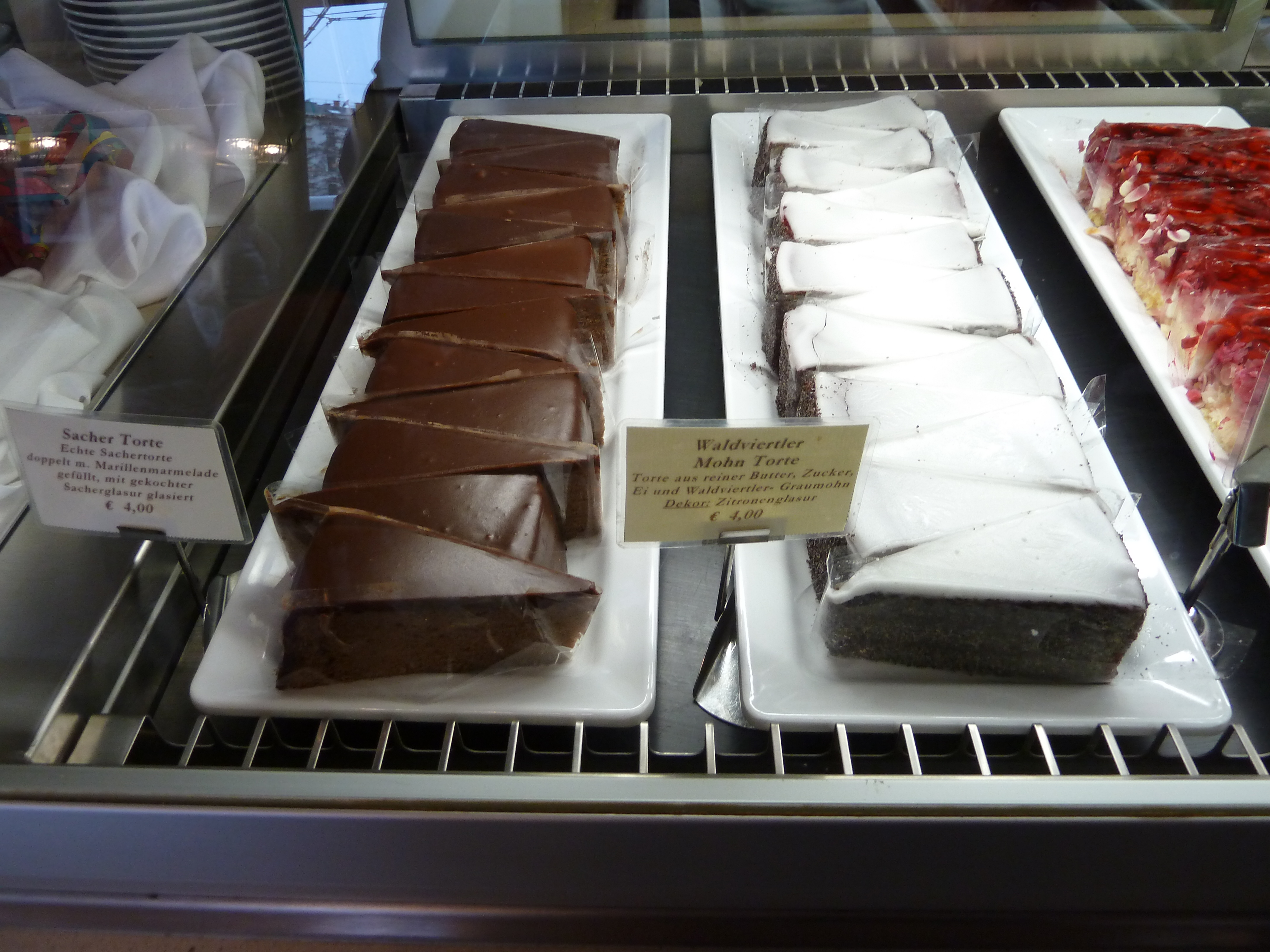
A Café Schwarzenberg (Bécs) ajánlata
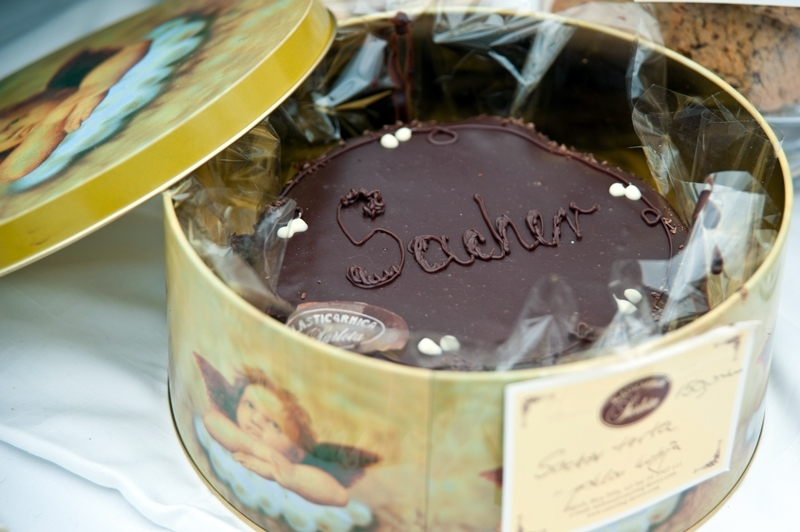
Sacher-torta ünnepi csomagolásban
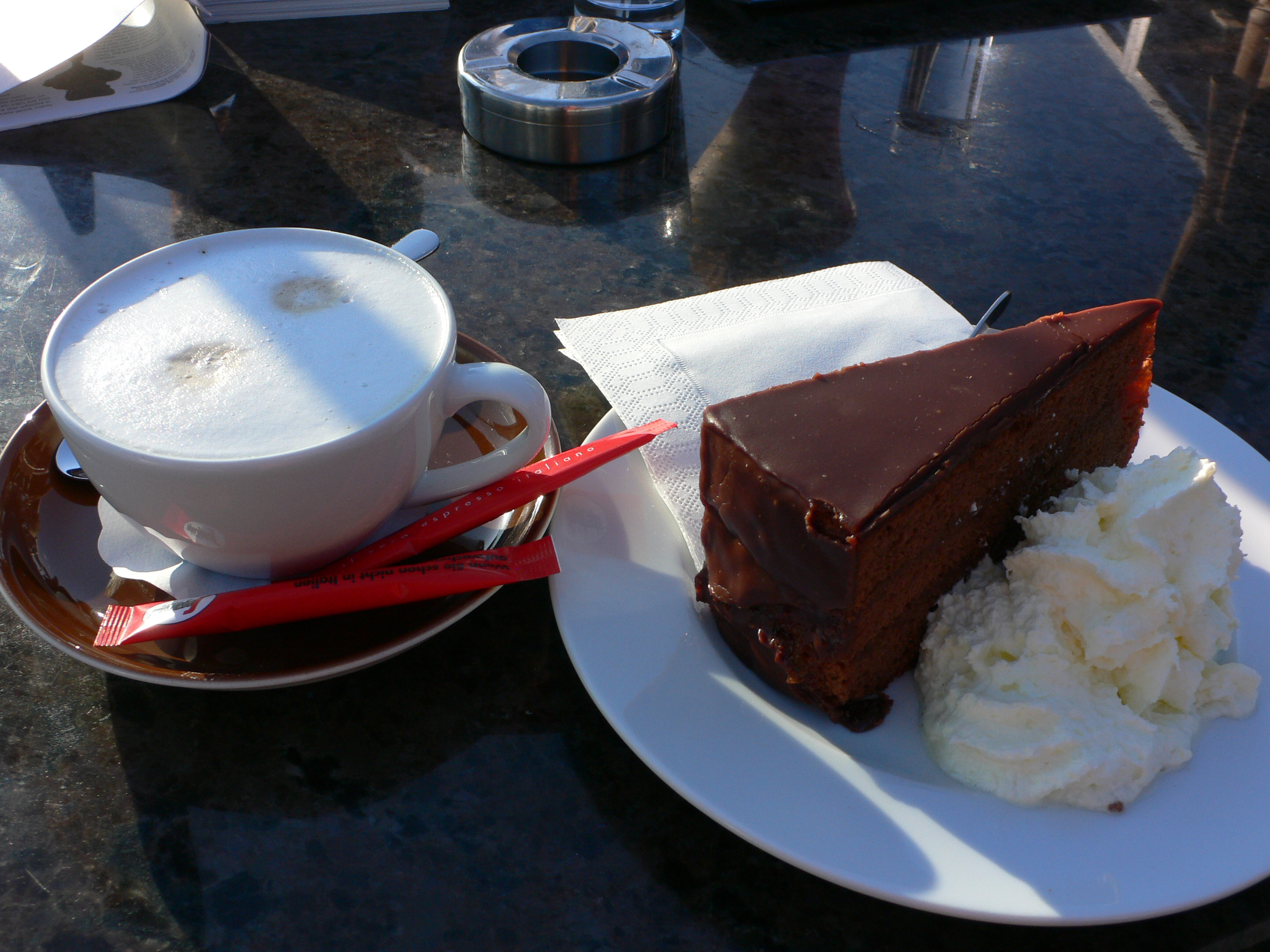
Sacher-torta a Steinterrassén (Salzburg)